# Astracantha dolona
Astracantha dolona är en ärtväxtart som först beskrevs av M.R. Rassulova och Sharipova, och fick sitt nu gällande namn av Sergei Kirillovich Czerepanov. Astracantha dolona ingår i släktet Astracantha och familjen ärtväxter. Inga underarter finns listade i Catalogue of Life.